# Ongehoord Nederland

Logo des Ongehoord Nederland

Ongehoord Nederland (deutsch : Ungehörte Niederlande, kurz: ON!) ist ein niederländischer Rundfunkverein mit Sitz in Amsterdam, der zum 1. Januar 2022 Bestandteil des öffentlich-rechtlichen Rundfunks wurde. Die Initiatoren waren die Journalisten Arnold Karskens (* 1954) und Joost Niemöller (* 1957) sowie der Schauspieler und Dramatiker Haye van der Heyden (* 1957) und die ehemalige Politikerin der VVD Ybeltje Berckmoes-Duindam (* 1967).

## Gründung
Nach eigenen Angaben hatte ON! bereits am ersten Tag 18.000 Mitglieder und kurze Zeit später, am 4. Dezember 2020, dann jene 50.000 Mitglieder beisammen, die als Zulassungsbedingung zum öffentlich-rechtlichen Rundfunk gelten. Die vorläufige Anerkennung durch den Minister für Schulwesen und Medien Arie Slob erfolgte im Juli 2021.
Der Politiker (und einziges Mitglied) der Partij voor de Vrijheid (PVV) Geert Wilders, wie auch Thierry Baudet vom Forum voor Democratie unterstützten die Bemühungen. Der Grund dürfte darin liegen, dass beide stets skeptisch auf den, ihrer Meinung nach, „linken Rundfunk“ als Bestandteil der „Mainstream-Medien“ blicken.

## Zielgruppe
Der Sender möchte den Niederländern, die sich im öffentlich-rechtlichen Rundfunksystem der NPO nicht vertreten fühlen, eine Stimme geben zu Themen wie der wachsenden politischen Macht der Europäischen Union, der Besorgnis über Masseneinwanderung, Klimawandel und Umweltschutz sowie dem Weiterbestehen traditioneller niederländischer Kulturinstitutionen, wie dem Zwarte Piet.
Der Strategieplan besagt, dass ON! eine positive Stimme der „tief verwurzelten Gewohnheiten in unserem Zusammenleben“ sein will, weil „Kultur die Seele des Volkes ist“. Dazu gehören auch der Karneval und Schützenfeste. Der ON! solle eine unvoreingenommene Bühne für „Freigeister und Querdenker“ werden. Der Rundfunkverein bezeichnet sich als patriotisch und hat Schnittmengen zum Programm rechter Parteien wie PVV und dem Forum voor Democratie.

## Sendungen
Vor ihrer Sendeerlaubnis strahlte ON! seine Sendungen über das Internet aus. Eine davon hieß „Zwarte Pietenjournaal“. Der Name wurde gewählt, um einen Kontrapunkt zu der Kontroverse um den Zwarte Piet (siehe Blackfacing) zu setzen. Ab dem 5. Januar 2022 wird der wöchentliche Podcast „Ongehoord Nieuwscafé“ für NPO Radio 1 produziert. Seit dem 22. Februar 2022 wird das Mittagsfernsehprogramm „Ongehoord Nieuws“ zwischen 12:00 und 13:00 Uhr live aus Den Haag auf NPO 1 übertragen. Jeden Dienstag- und Donnerstagnachmittag werden Nachrichten und aktuelle Ereignisse präsentiert.

### Moderatoren
- Yernaz Ramautarsing
- Roelof Bouwman
- Arlette Adriani
- Ahmed Aarad

## Kritik und Gegenkritik
- Zusätzlich zu mindestens 50.000 zahlenden Mitgliedern muss ein Sender eine Bewegung (eine bestimmte Zielgruppe) repräsentieren und etwas zum Gesamtprogrammangebot der NPO beitragen. Der Raad voor Cultuur erkannte die angestrebte Zielgruppe „Menschen, die sich von der Politik entfremdet fühlen und immer weniger Vertrauen in öffentliche Einrichtungen haben“, bewertete das Angebot über das Internet bislang aber als „minderwertig“ und damit die Zulassung als Risiko. Auch das Commissariaat voor de Media äußerte seine Zweifel. Der Vorstand des NPO entschied, dass es keinen rechtlichen Grund gebe, die Zulassung zu verweigern. Kritiker befürchteten jedoch, dass ON! das System „wie ein Wolf im Schafspelz von innen auffressen würde“.[4]

- Jeder Sender muss sich an den „Governance Code Publieke Omroep“, den niederländischen Pressecodex, halten, den „Journalistieke code van de NPO“[7], der die Integrität und journalistische Qualität garantieren soll. Margo Smit, seit dem 1. Januar 2017 die Ombudsfrau („Ombudsman“) für den öffentlich-rechtlichen Rundfunk, prüft Beschwerden von Zuschauern anhand des journalistischen Kodex. Arnold Karskens, der in seiner beruflichen Vergangenheit mehrfach Tätern des NS-Regimes nachstellte, hat als Privatperson in der Vergangenheit 16 Beschwerden über das öffentlich-rechtliche Rundfunksystem (NOS) eingereicht, die von Margo Smit nach einer Untersuchung stets als unbegründet erklärt wurden. Karskens stellte daraufhin ihre Unabhängigkeit in Frage und nannte sie „Teil des Systems“.[4]

- Recht bald nach der Gründung, im Dezember 2019, musste Mit-Initiator Haye van der Heyden – „Humorchef“ des Senders – nach dem Wirbel um seine Aussage, dass womöglich selbst Pädophilie und Holocaustleugnung beim Sender eine Bühne erhalten würden, seinen Posten räumen. Van der Heyden war der Meinung, dass bei ON! ja alle Menschen etwas sagen dürfen sollten, einschließlich Menschen, die etwa den Holocaust leugnen. Laut des Vorsitzenden Arnold Karskens entspricht dies keinesfalls den Positionen von ON!. Er sagte, dass sie Ansichten der PVV und die FVD im Sender vertreten sehen wollen, sich aber zu bestimmten Positionen abgrenzen werden und dass sie ein ordentlicher Sender seien. Laut des Rundfunkvereins sind „genügend Witzemacher [für den Comedybereich des Senders] zu finden“, um Van der Heyden zu ersetzen.[8]

- Im Vorfeld gab es bereits die Vorbehalte bezüglich der Qualität des Senders. 2020 wurden die üblichen Verschwörungstheorien unter anderem in der von Ybeltje Berckmoes herausgegebenen ON-Sendung „De Buitenplaats“ diskutiert. Es gab am 7. Mai 2020 auch eine Sendung in der ein Robbert van den Broeke, der sich als spiritistisches Medium darstellt, ein angebliches Interview mit dem Geist des Rechts-Politikers Pim Fortuyn, der 2002 ermordet wurde, geführt wurde, nach welchem dieser nun als „intergalaktischer Weltraumpolitiker“ tätig sein soll.[9] Nach der Ausstrahlung musste Ybeltje Berckmoes als Schriftführerin des Senders zurücktreten.[4]

- In einem anderen ON!-Video wurde 2020 vermittels der rechten Plattform „Café Weltschmerz“ ohne Belege (das wirkungslose)[10] Arzneimittel Hydroxychloroquin als Heilmittel gegen Corona angepriesen. Youtube ließ das Video aufgrund dieser Falschinformation löschen.[4] Journalisten der KRO-NCRV-Sendung Pointer kamen im April 2020 zu dem Schluss, dass in einem ON!-Video 28 unrichtige und unbelegte Behauptungen über den Coronavirus COVID-19 getätigt wurden.[11] Die politische Journalistin Wouke van Scherrenburg drückte ihre Besorgnis über diese Corona-Theorien aus und der Kulturrat verurteilte diese Disqualifizierung der NOS als zuverlässige Nachrichtenquelle.[4][12][13]

- Im November 2021 wurden antisemitische Äußerungen des Aufsichtsratsvorsitzenden Taco Dankers bekannt, wonach er Juden im Ausland unterstellt, die großen Flüchtlingsströme nach Europa zu organisieren.[14][15] Er distanzierte sich von den Äußerungen und sagte, dass er jede Form von Antisemitismus verachte, fühle seine Person aber zu Unrecht gescholten. Er trat allerdings von seinem Amt als Aufsichtsratsvorsitzender des ON! zurück.[16]